# Jack S. Kilby
Jack St. Clair Kilby (8 de noviembre de 1923 - 20 de junio de 2005) fue un ingeniero eléctrico y físico estadounidense que formó parte en la invención del circuito integrado mientras trabajaba en Texas Instruments (TI) en 1958. Fue galardonado con el Premio Nobel de Física en 2000. Está reconocido (junto con Robert Noyce) como el inventor del circuito integrado o microchip. También es el inventor de la calculadora de bolsillo y la impresora térmica.

## Biografía
Diplomado de las universidades de Illinois y de Wisconsin, desde 1958 fue empleado de la compañía de semiconductores estadounidense Texas Instruments, donde desarrolló el microchip en ese mismo año. Aproximadamente al mismo tiempo Robert Noyce hizo el mismo descubrimiento en Fairchild Semiconductor. El inventor del circuito integrado monolítico, se declaró sorprendido de que se le otorgara en 2000 el Premio Nobel de Física, que compartió con Herbert Kroemer y con el ruso Zhores Ivanovich Alferov. Kilby declaró que “no había previsto esto y de hecho, creía que era muy improbable”.
La investigación de Kilby condujo a la producción de los microprocesadores y creó los cimientos conceptuales y técnicos para todo el campo de la microelectrónica.
“Yo creí entonces que el microprocesador sería importante, pero no podía imaginar en qué forma crecería la industria electrónica debido a él”, agregó. Kilby comenzó su carrera en 1947 en la empresa Globe-Union, de Milwaukee y trabajó en el desarrollo de circuitos de base cerámica y matriz para artefactos electrónicos.
Durante su carrera prefesional, Kilby patentó más de 60 inventos que se han incorporado a la industria para el consumo, la industria militar y las aplicaciones comerciales de la tecnología de microprocesadores.
En 1970, se ausentó de TI para trabajar como inventor independiente. Exploró, entre otros temas, el uso de la tecnología del silicio para generar energía eléctrica a partir de la luz solar. De 1978 a 1984, ocupó el puesto de profesor distinguido de Ingeniería Eléctrica en la Universidad de Texas A&M.
En 1983, Kilby se jubiló de Texas Instruments.
El 20 de junio de 2005 perdió la batalla contra el cáncer y murió a los 81 años de edad en Dallas, Texas.

## Desarrollo del microchip

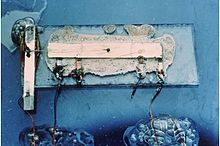
Imagen del primer circuito integrado funcional creado por Jack Kilby en 1958. Contiene un solo transistor y componentes de apoyo en una oblea de germanio y mide 1,6 x 11,1 mm (1/16 x 7/16 pulgadas).

El desarrollo del microchip por Jack S. Kilby es uno de los logros más transformadores en la historia de la electrónica, sentando las bases de la era digital moderna. Kilby, un ingeniero de Texas Instruments (TI), hizo este avance en el verano de 1958, un logro que revolucionó la tecnología al reducir los circuitos complejos a pequeños componentes integrados que se podrían usar en todo, desde calculadoras hasta computadoras y teléfonos inteligentes.
En la búsqueda de soluciones prácticas para sustituir al tubo de vacío como interruptor o amplificador para controlar el flujo de electrones, los Laboratorios Bell utilizaron con éxito materiales semiconductores para crear el transistor en 1956.
Antes del trabajo de Kilby, los circuitos electrónicos se componían de componentes individuales—resistencias, condensadores y transistores—que estaban conectados por cables en grandes placas de circuito. Este sistema era voluminoso, ineficiente y propenso a fallos, ya que cada componente requería su propio espacio, lo que planteaba desafíos en términos de portabilidad y rendimiento. Los ingenieros buscaban formas de hacer los circuitos más pequeños, confiables y baratos de fabricar, pero no había una solución a este problema complejo hasta que Kilby tuvo la idea.
La inspiración de Kilby vino de su trabajo temprano en Texas Instruments. En ese momento, se le asignó la tarea de crear un circuito pequeño y confiable para un proyecto militar. La solución que desarrolló fue revolucionaria: sugirió que todos los componentes de un circuito—transistores, resistencias y condensadores—podían integrarse en una sola pieza de material semiconductor, generalmente silicio. Esta idea reduciría el tamaño del circuito y mejoraría su confiabilidad.
El primer paso práctico de Kilby en el desarrollo del microchip implicó el uso de un material conocido como germanio, un material semiconductor utilizado en los primeros transistores. El 12 de septiembre de 1958, logró construir el primer circuito integrado (CI) funcional sobre una oblea de germanio, un dispositivo que combinaba todos los componentes del circuito en una sola pieza de material. Su primer prototipo fue rudimentario, pero funcional, y constaba de solo algunos componentes básicos. Su demostración del CI fue significativa porque mostró que era posible crear un circuito electrónico funcional sin necesidad de componentes individuales conectados entre sí.
El invento de Kilby fue patentado el 6 de febrero de 1959, bajo el título "Circuitos electrónicos en miniatura", lo que se considera el nacimiento del circuito integrado. En su solicitud de patente, Kilby describió su nuevo dispositivo como «un cuerpo de material semiconductor [...] en el que todos los componentes del circuito electrónico están completamente integrados». Su trabajo fue paralelamente desarrollado por Robert Noyce de Fairchild Semiconductor, quien también creó un circuito integrado en la misma época. Sin embargo, el enfoque de Kilby, que consistía en conectar todos los componentes directamente en una sola pieza de material, fue considerado la solución más elegante, proporcionando la base para desarrollos futuros.
El invento de Kilby tuvo aplicaciones prácticas inmediatas. En 1960, el primer microchip comercial fue utilizado en un sistema de guiado de misiles militares. Sin embargo, no fue sino hasta las décadas de 1960 y 1970 cuando el microchip comenzó a influir en la industria de la electrónica de consumo, empezando por la calculadora de bolsillo en 1964. Desde entonces, el desarrollo ha sido rápido, siguiendo la ley de Moore, según la cual el número de circuitos integrados en un chip se duplica cada 18 meses.
El desarrollo de circuitos integrados permitió la creación de dispositivos electrónicos compactos y asequibles, como por ejemplo computadoras personales y teléfonos móviles.
El trabajo innovador de Kilby fue reconocido mundialmente. En el año 2000, recibió el Premio Nobel de Física por sus contribuciones al desarrollo del circuito integrado. Robert Noyce, que murió en 1990, no fue considerado para el premio porque los Premios Nobel no se otorgan póstumamente. Kilby lamentó que Noyce no pudiera compartir el Premio Nobel con él.

## Premios y honores
El reconocimiento de los destacados logros de Kilby ha sido realizado por el Instituto de Ingenieros Eléctricos y Electrónicos (IEEE), incluyendo la elección como IEEE Fellow en 1966, el IEEE David Sarnoff Award en 1966, co-receptor del primer Premio IEEE Cledo Brunetti en 1978, la Medalla del Centenario del IEEE en 1984 y la Medalla de Honor del IEEE en 1986. Fue co-receptor de la Stuart Ballantine Medal del Franklin Institute en 1966. En 1982 y 1989, recibió la Medalla Holley de la American Society of Mechanical Engineers (ASME). Fue elegido miembro de la Academia Nacional de Ingeniería (NAE, en inglés) en 1967 y recibió el premio Vladimir K. Zworykin de la Academia en 1975. Kilby recibió el Golden Plate Award de la American Academy of Achievement en 1970 y fue co-receptor del primer Charles Stark Draper Prize de la NAE, la Academia Nacional de Ingeniería de EE. UU. en 1989. La Fundación del Premio Kilby fue fundada en 1980 en su honor, y la Medalla de Procesamiento de Señales IEEE Jack S. Kilby fue creada en 1995. Fue elegido miembro de la American Philosophical Society en 2001.
Kilby también ha recibido las distinciones más prestigiosas de Estados Unidos en el ámbito de la ciencia y la ingeniería: la Medalla Nacional de la Ciencia en 1969 y la Medalla Nacional de la Tecnología en 1990. En 1982, fue incluido en el Salón Nacional de la Fama de los Inventores.
En 1993, recibió el Premio Kyoto de la Fundación Inamori. Se le concedió el Premio Washington, administrado por la Sociedad Occidental de Ingenieros, y el Eta Kappa Nu Vladimir Karapetoff en 1999. En 2000, Kilby fue galardonado con el Premio Nobel de Física por su gran descubrimiento, y expuso su visión personal de la industria y su historia en su discurso de aceptación.
Kilby recibió nueve doctorados honoríficos de universidades como la Southern Methodist University, la University of Miami, la University of Illinois, la University of Wisconsin-Madison, la Texas A&M University, la Yale y el Rochester Institute of Technology. La Universidad Nacional Chiao Tung (NCTU) de Taiwán concedió a Kilby un certificado de profesor honorario en 1998.
Los Kilby Labs, el laboratorio de investigación de Texas Instruments para la fabricación de silicio y el diseño de circuitos integrados, llevan su nombre.
El Centro de Computación Jack Kilby en el Campus Merchiston de la Universidad Napier de Edimburgo en Edimburgo también lleva su nombre en su honor.

## Patentes de invención de Kilby
- Patente estadounidense 2892130 Unidades de circuitos enchufables, solicitada en diciembre de 1953, concedida en junio de 1959, asignada a Globe-Union, Inc.
- Patente estadounidense 3072832 Fabricación de estructuras semiconductoras, solicitada en mayo de 1959, concedida en enero de 1963.[20]
- Patente estadounidense 3115581 Circuito integrado semiconductor en miniatura, solicitada en mayo de 1959 y concedida en diciembre de 1963.[21]
- Patente estadounidense 3138721 Diodo y puerta de red semiconductores en miniatura, solicitada en mayo de 1959 y concedida en junio de 1964.[22]
- Patente estadounidense 3138743 Circuitos electrónicos miniaturizados, solicitada el 6 de febrero de 1959, concedida en junio de 1964.[23]
- Patente estadounidense 3138744 Módulos de circuitos autónomos miniaturizados, solicitada en mayo de 1959, concedida en junio de 1964.[24]
- Patente estadounidense 3435516 Fabricación de estructuras semiconductoras, solicitada en mayo de 1959, concedida en abril de 1969 [25]
- Patente estadounidense 3496333 "Impresora térmica", solicitada en octubre de 1965 y concedida en febrero de 1970.
- Patente estadounidense 3819921 Calculadora electrónica en miniatura, solicitada originalmente en septiembre de 1967, concedida en junio de 1974.[26]